# ニュートピアII
『ニュートピアII』 (NeutopiaII) は、1991年9月27日に日本のハドソンから発売されたPCエンジン用アクションロールプレイングゲーム。
同社の『ニュートピア』（1989年）の続編。主人公である勇者フレイの息子を操作し、かつて倒した魔物たちが復活した謎を解く事や、調査に当たった後に行方不明となったフレイを捜し出す事を目的としている。視点はトップビューで基本的には前作を踏襲。十字キーによる移動と、ワンボタンで繰り出される剣による攻撃が基本となっている。冒険を進めるごとに新たなアイテムを入手し、進める場所が増えていくのが特徴。
開発はハドソンが行い、ゲーム・デザインおよびディレクターはファミリーコンピュータ用ソフト『ボンバーマンII』（1991年）を手掛けた藤原茂樹が担当、プログラムは前作に続き金田孝司が担当、音楽はPCエンジン用ソフト『スーパースターソルジャー』（1990年）を手掛けた星恵太が担当、キャラクター・デザインはテレビ朝日系テレビアニメ『機動戦士ガンダム』（1979年 - 1980年）などを手掛けたアニメーターの安彦良和が担当している。
バーチャルコンソール対応ソフトとして2007年にWii、2014年にWii Uにて配信された他、2010年にはPlayStation 3およびPlayStation Portable用ソフトとしてPCエンジンアーカイブスにて配信された。その他、2013年にはひかりTVゲームおよびG-clusterにて配信された。

## ゲーム内容
基本的には前作と同様に任天堂のファミリーコンピュータ ディスクシステム用ソフト『ゼルダの伝説』（1986年）を模した仕様である。地上や迷宮にて敵を倒し、様々な人物から得た情報を基に謎を解いていく。前作と同様に壁を爆弾で破壊する事や、岩を動かす事で隠し部屋が出現するなどの要素も存在する。ライフが無くなる事でゲームオーバーとなるが、道中で多数の強力なアイテムを入手できるため、難易度はそれほど高くない。

## ストーリー
舞台となるのは勇者フレイの活躍で平和を取り戻したニュートピアの地で、1年前に突如迷宮が現れ再び魔物たちが徘徊を始めたところから物語は始まる。かつての悪魔が復活したとの噂をされている中、勇者フレイは事態の真相を探るため再び旅立って行った。しかし、それ以来彼からの便りはなく、その後姿を見たものは誰もいない。主人公はフレイの息子として異境の迷宮に消えた父を探し、闇に閉ざされた世界を救うために迷宮へ旅立つのだった。

## 登場人物
主人公
- ニュートピアの地に平和を取り戻した勇者フレイの息子

勇者フレイ
- 前作の主人公にして、本作主人公の父

闇の皇帝ラファエル
- 最終ステージで登場するボスキャラ

## 移植版
| No. | タイトル                   | 発売日                                    | 対応機種                                                    | 開発元   | 発売元   | メディア                                | 型式 | 備考                                                        |
| --- | -------------------------- | ----------------------------------------- | ----------------------------------------------------------- | -------- | -------- | --------------------------------------- | ---- | ----------------------------------------------------------- |
| 1   | ニュートピアII             | 2007年6月12日 2007年9月10日 2007年9月14日 | Wii                                                         | ハドソン | ハドソン | ダウンロード （バーチャルコンソール）   | -    |                                                             |
| 2   | ニュートピアII             | 2010年7月21日                             | PlayStation 3 PlayStation Portable (PlayStation Network)    | ハドソン | ハドソン | ダウンロード （PCエンジンアーカイブス） | -    |                                                             |
| 3   | ニュートピアII             | 2013年6月3日                              | ひかりTVゲーム                                              | ハドソン | KDE      | クラウドゲーム                          | -    |                                                             |
| 4   | ニュートピアII             | 2013年6月20日                             | G-cluster                                                   | ハドソン | KDE      | クラウドゲーム                          | -    |                                                             |
| 5   | ニュートピアII             | 2014年7月30日 2017年1月8日                | Wii U                                                       | ハドソン | KDE      | ダウンロード （バーチャルコンソール）   | -    |                                                             |
| 6   | ニュートピアII Neutopia II | 2020年3月19日                             | PCエンジン mini TurboGrafx-16 mini PC Engine CoreGrafx mini | ハドソン | KDE      | プリインストール                        | -    | 日本版（PCエンジン版）と北米版（TurboGrafx-16版）を同時収録 |

## スタッフ
- ディレクター、ゲーム・デザイナー：藤原茂樹
- チーフ・プログラマー：金田孝司
- サブ・プログラマー：飛澤正人
- キャラクター・デザイナー：高岡史江
- 背景グラフィック・デザイナー：佐藤裕
- イメージ・キャラクター・デザイナー：安彦良和
- 音楽、サウンド・エフェクト：星恵太
- パブリック・リレーションズ：北出和彦
- サンクス：青山英治、和気正則

## 評価
- ゲーム誌『ファミコン通信』の「クロスレビュー」では合計27点（満40点）[11]、『月刊PCエンジン』では85・90・90・85・80の平均86点（満100点）、『マル勝PCエンジン』では8・8・9・8の合計33点（満40点）、『PC Engine FAN』の読者投票による「ゲーム通信簿」での評価は以下の通りとなっており、22.24点（満30点）となっている[1]。また、この得点はPCエンジン全ソフトの中で150位（485本中、1993年時点）となっている[1]。

| 項目 | キャラクタ | 音楽 | 操作性 | 熱中度 | お買得度 | オリジナリティ | 総合  |
| 得点 | 3.99       | 3.72 | 3.83   | 3.90   | 3.51     | 3.29           | 22.24 |

- ゲーム本『懐かしゲーム機大百科 PCエンジン完全ガイド 1987-1999』では、道中で入手するアイテムが強力である事で難易度は高くない事を指摘、また本作が『ゼルダの伝説』に酷似している事を指摘した上で「単なる模倣ではない良作」であると肯定的に評価した[2]。